# Giorgio Ginex
Giorgio Ginex (Novara, 12 settembre 1965) è un attore, conduttore radiofonico e doppiatore italiano.

## Biografia
Dopo la maturità, si iscrive all'Università degli Studi di Milano dove frequenta la facoltà di Scienze Geologiche e poco dopo entra all'Accademia D'Arte Drammatica dei Filodrammatici di Milano dove si diploma nel 1988. Debutta subito in teatro e inizia ad apparire in alcune fiction in onda su Mediaset. Consegue la laurea e continua la sua attività d'attore estendendola al doppiaggio. Nel 1998 è il protagonista del film Fondovalle di Paolo Poloni presentato al Locarno Film Festival. In quello stesso anno prende parte all'ultimo progetto teatrale dedicato ai toast russi del regista teatrale belga Thierry Salmon e scrive la sua prima opera teatrale Tuzenbach & Solenyj andata in scena con la sua regia al Teatro Valle di Roma.
Torna alla televisione nel 1999 interpretando il dott. Giacomo Falcon nella soap opera Vivere fino al 2005 ma non abbandona il teatro dove, negli spettacoli Atti di Guerra (Edward Bond) e Bioetica (A.A.V.V.) prodotti dal Teatro Stabile di Torino, viene diretto da Luca Ronconi. Nella stagione 2008/2009 del Piccolo Teatro di Milano – Teatro d'Europa, Giorgio Ginex viene scelto da Luca Ronconi per lo spettacolo I Pretendenti di Jean-Luc Lagarce e recita anche in Ferrovia Sopraelevata (Dino Buzzati) con la regia di Lisa Nava.
Negli ultimi anni si appassiona alla radiofonia e diventa conduttore per Play Radio del Gruppo RCS–Corriere della Sera dei programmi Play Away (radiomagazine dedicato ai viaggi) e Let The Music Play, appuntamento quotidiano di due ore in cui Ginex ha personalmente selezionato e proposto musica di qualità spaziando dal jazz al nu-soul passando per la musica elettronica. Nel programma venivano realizzati live unplugged con musicisti emergenti. Dal 2008 ritorna in radio su RTL 102.5 dove ha condotto il sabato dalle 13,00 alle 15,00 Cuore e batticuore in compagnia di Valeria Benatti, programma dedicato all'amore e ai sentimenti. Da settembre a dicembre 2009 è stato nel cast del morning show La Famiglia in compagnia di Paoletta e Silvia Annicchiarico.
Conduce anche Protagonisti-Radiomovie (approfondimento cinematografico con interviste ad attori internazionali, registi, doppiatori) in onda il venerdì dalle 19 alle 21, insieme a Roberto Uggeri e Francesca Cheyenne. Fino al 2014 su RTL 102.5, "Music Drive" in onda il sabato e la domenica dalle 13 alle 15, in compagnia di Alex Peroni. La stagione 2009-2010 del Piccolo Teatro di Milano lo vede nuovamente diretto da Luca Ronconi ne Il mercante di Venezia di William Shakespeare. Dal 2011 è il doppiatore italiano di Duff Goldman. Dal 2012 è il doppiatore italiano di Simon Cowell.

## Vita privata
Dal 1996 al 2000 è stato sposato con l'attrice Veronica Pivetti.

## Teatro
Tra le principali esperienze teatrali, spettacoli con i registi Luca Ronconi, Giancarlo Cobelli, Thierry Salmon, Luciano Nattino, Alessandro Berdini, Franco Branciaroli, Walter Manfrè, M.Manaka, Alessandro Tognon, Alberto Di Stasio per opere scritte da Edward Bond, G.Corbellini, John Osborne, H.Melville, Dostoevski, Franco Cordelli, Moliere, Carlo Goldoni, H.Boll, H.Von Hoffmannsthal, William Shakespeare

## Filmografia

### Cinema
- Mi manca Marcella, regia di Renata Amato (1992)
- Metalmeccanico e parrucchiera in un turbine di sesso e politica, regia di Lina Wertmüller (1996)
- Altri uomini, regia di Claudio Bonivento (1997)
- Fondovalle, regia di Paolo Poloni (1998)

### Serie TV
- Cri Cri – serie TV, episodi 2x27 (1991)
- Vivere (1999-2005)
- Distretto di Polizia 10 – serie TV, episodio 10x12 (2010)

## Regia
- Tuzenbach & Solenyj, scritto da Giorgio Ginex
- Studio54Live, scritto da Giorgio Ginex

## Doppiaggio

### Serie televisive
- Elidan Arzoni in Frieden - Il prezzo della pace

### Serie animate
- BAKI e Baki Hanma (Retsu Kaioh)
- Bleach (Love Aikawa)
- È un po' magia per Terry e Maggie (Marcello)
- La leggenda di Arslan (Iaswant)
- Sailor Moon, Sailor Moon, la luna splende, Sailor Moon e il cristallo del cuore, Sailor Moon e il mistero dei sogni (Ubaldo)
- T-Rex (Bac)